# Campeonato Mundial de Natação em Piscina Curta de 2021 - 4x50 m livre feminino
A prova dos 4x50 metros livre feminino do Campeonato Mundial de Natação em Piscina Curta de 2021 foi disputado no dia 21 de dezembro de 2021, na Etihad Arena, em Abu Dhabi, nos Emirados Árabes Unidos.

## Recordes
Antes desta competição, os recordes mundiais e do campeonato nesta prova eram os seguintes:
|                       | Nacionalidade  | Tempo   | Local     | Data                   |
| --------------------- | -------------- | ------- | --------- | ---------------------- |
| Recorde mundial       | Países Baixos  | 1:32.50 | Eindhoven | 12 de dezembro de 2020 |
| Recorde do campeonato | Estados Unidos | 1:34.03 | Hangzhou  | 16 de dezembro de 2018 |

## Medalhistas
| Ouro                                                                                                 | Prata                                                                                         | Bronze |
| Estados Unidos · Abbey Weitzeil · Claire Curzan · Katharine Berkoff · Kate Douglass · Torri Huske[a] | Suécia · Sarah Sjöström · Michelle Coleman · Sara Junevik · Louise Hansson · Hanna Rosvall[a] | Países Baixos · Kim Busch · Maaike de Waard · Kira Toussaint · Ranomi Kromowidjojo · Marrit Steenbergen[a] · Tessa Giele[a] |

a  Nadadores que participaram apenas nas eliminatórias e receberam medalhas.

## Resultados

### Eliminatórias
As eliminatórias ocorreram dia 21 de dezembro com um total de 11 nacionalidades.
| Colocação | Bateria | Raia | Nacionalidade              | Nadadoras | Tempo   | Notas |
| --------- | ------- | ---- | -------------------------- | --- | ------- | ----- |
| 1         | 1       | 6    | Estados Unidos             | Katharine Berkoff (24.43) Torri Huske (24.44) Kate Douglass (23.39) Abbey Weitzeil (23.62)                            | 1:35.88 | Q     |
| 2         | 1       | 4    | Países Baixos              | Kim Busch (24.30) Marrit Steenbergen (24.16) Tessa Giele (23.95) Maaike de Waard (23.86)                              | 1:36.27 | Q     |
| 3         | 2       | 3    | Suécia                     | Sarah Sjöström (23.50) Michelle Coleman (23.98) Sara Junevik (24.31) Hanna Rosvall (24.76)                            | 1:36.55 | Q     |
| 4         | 2       | 4    | Federação Russa de Natação | Rozaliya Nasretdinova (24.42) Daria Klepikova (24.53) Ekaterina Nikonova (24.35) Daria S. Ustinova (23.84)            | 1:37.14 | Q     |
| 5         | 1       | 2    | China                      | Cheng Yujie (24.59) Zhang Yufei (23.95) Zhu Menghui (24.19) Wu Qingfeng (24.76)                                       | 1:37.49 | Q     |
| 6         | 2       | 5    | França                     | Marie Wattel (24.49) Charlotte Bonnet (24.14) Analia Pigrée (24.74) Béryl Gastaldello (24.21)                         | 1:37.58 | Q     |
| 7         | 2       | 7    | Canadá                     | Kayla Sanchez (24.45) Maggie Mac Neil (24.58) Katerine Savard (25.81) Rebecca Smith (25.61)                           | 1:40.45 | Q     |
| 8         | 1       | 1    | Hong Kong                  | Tam Hoi Lam (25.21) Stephanie Au (25.17) Chan Kin Lok (25.22) Sze Hang Yu (25.04)                                     | 1:40.64 | Q     |
| 9         | 2       | 6    | Turquia                    | Ekaterina Avramova (25.07) Selen Özbilen (25.66) Viktoriya Zeynep Güneş (24.97) Nida Eliz Üstündağ (25.93)            | 1:41.63 |       |
| 10        | 1       | 7    | Tailândia                  | Jenjira Srisaard (24.80) Kornkarnjana Sapianchai (25.47) Kamonchanok Kwanmuang (26.27) Jinjutha Pholjamjumrus (26.35) | 1:42.89 |       |
| 11        | 2       | 1    | Coreia do Sul              | Jeong So-eun (25.37) Kim Seo-yeong (25.39) Han Da-kyung (26.88) Ryu Ji-won (26.17)                                    | 1:43.81 |       |
| 12        | 1       | 3    | Eslováquia                 | | DNS     |       |
| 12        | 1       | 5    | Itália                     | | DNS     |       |
| 12        | 2       | 2    | Singapura                  | | DNS     |       |

### Final
A final foi realizada em 21 de dezembro.
| Colocação         | Raia | Nacionalidade              | Nadadoras                                                                                            | Tempo   | Notas            |
| ----------------- | ---- | -------------------------- | --- | ------- | ---------------- |
| Medalha de ouro   | 4    | Estados Unidos             | Abbey Weitzeil (23.59) Claire Curzan (23.40) Katharine Berkoff (23.81) Kate Douglass (23.42)         | 1:34.22 |                  |
| Medalha de prata  | 3    | Suécia                     | Sarah Sjöström (23.33) Michelle Coleman (23.38) Sara Junevik (24.02) Louise Hansson (23.81)          | 1:34.54 | Recorde nacional |
| Medalha de bronze | 5    | Países Baixos              | Kim Busch (24.29) Maaike de Waard (23.71) Kira Toussaint (24.01) Ranomi Kromowidjojo (22.88)         | 1:34.89 |                  |
| 4                 | 2    | China                      | Cheng Yujie (24.27) Zhang Yufei (23.12) Zhu Menghui (23.90) Wu Qingfeng (23.71)                      | 1:35.00 | Recorde asiático |
| 5                 | 6    | Federação Russa de Natação | Maria Kameneva (23.59) Arina Surkova (23.99) Daria S. Ustinova (23.92) Rozaliya Nasretdinova (23.90) | 1:35.40 |                  |
| 6                 | 1    | Canadá                     | Kayla Sanchez (23.87) Maggie Mac Neil (23.50) Katerine Savard (24.46) Rebecca Smith (24.04)          | 1:35.87 |                  |
| 7                 | 7    | França                     | Marie Wattel (24.42) Béryl Gastaldello (23.61) Charlotte Bonnet (23.90) Analia Pigrée (24.43)        | 1:36.36 |                  |
| 8                 | 8    | Hong Kong                  | Tam Hoi Lam (24.70) Stephanie Au (24.68) Chan Kin Lok (25.21) Sze Hang Yu (24.76)                    | 1:39.35 | Recorde nacional |

Legenda
| Recorde mundial       | Recorde mundial (World record)               |                       | Recorde africano                      | Recorde africano (African) |                                           | Q | Classificado por posição (Qualified) |
| Recorde do campeonato | Recorde do campeonato (Championship record)  | Recorde da América    | Recorde da América (Americas)         | q                          | Classificado por melhor tempo (Qualified) |   |                                      |
| Melhor marca do ano   | Melhor marca do ano (World leading)          | Recorde asiático      | Recorde asiático (Asian)              | DNS                        | Não largou (Did not start)                |   |                                      |
| Recorde nacional      | Recorde nacional (National record)           | Recorde europeu       | Recorde europeu (European)            | DNF                        | Não terminou (Did not finish)             |   |                                      |
| Recorde pessoal       | Recorde pessoal do atleta (Personal best)    | Recorde da Oceania    | Recorde da Oceania (Oceania)          | DSQ / DQ                   | Desclassificado (Disqualified)            |   |                                      |
| Recorde da temporada  | Recorde da temporada do atleta (Season best) | Recorde sul-americano | Recorde sul-americano (South America) | NM                         | Sem marca (No mark)                       |   |                                      |